# Brand New Revolution
Brand New Revolution – trzeci album studyjny greckiego gitarzysty Gusa G. Wydawnictwo ukazało się 24 lipca 2015 roku nakładem wytwórni muzycznej Century Media Records. Gościnnie w anagraniach wzięli udział m.in.: wokalistka Elize Ryd, znana z występów w zespole Amaranthe oraz wokalista Jeff Scott Soto, znany z występów w zespole Yngwie'ego Malmsteena. 
Nagrania zostały zarejestrowane w Valve Studio w Salonikach w Grecji, Clear Lake Audio w Burbank w Kanadzie, Blackfire Studio, Synchromesh Studios, Uzi G Studio w Sztokholmie w Szwecji, Sonic Train Studios w Göteborgu, również w Szwecji. Miksowanie odbyło się w Hippodrome Studios w Vancouver w Kanadzie. Natomiast mastering został wykonany w Maor Appelbaum Mastering w Los Angeles w Stanach Zjednoczonych.

## Lista utworów
Opracowano na podstawie materiału źródłowego.
| Nr  | Tytuł utworu                                      | Autorzy                                         | Długość |
| --- | ------------------------------------------------- | ----------------------------------------------- | ------- |
| 1.  | „The Quest”                                       | Gus G.                                          | 04:28   |
| 2.  | „Brand New Revolution” (gościnnie: Jacob Bunton)  | Jacob Bunton, Kane Churko, Kevin Churko, Gus G. | 03:21   |
| 3.  | „Burn” (gościnnie: Jacob Bunton)                  | Jacob Bunton, Gus G.                            | 02:57   |
| 4.  | „We Are One” (gościnnie: Jacob Bunton)            | Jacob Bunton, Gus G.                            | 03:59   |
| 5.  | „What Lies Below” (gościnnie: Elize Ryd)          | Matt Dauzat, Gus G.                             | 03:59   |
| 6.  | „Behind Those Eyes” (gościnnie: Jacob Bunton)     | Jacob Bunton, Gus G.                            | 03:56   |
| 7.  | „Gone to Stay” (gościnnie: Jeff Scott Soto)       | Gus G., Jeff Scott Soto                         | 03:21   |
| 8.  | „One More Try” (gościnnie: Jacob Bunton)          | Jacob Bunton, Gus G.                            | 03:46   |
| 9.  | „Come Hell or High Water” (gościnnie: Mats Levén) | Gus G., Mats Levén                              | 03:11   |
| 10. | „If It Ends Today” (gościnnie: Mats Levén)        | Gus G., Mats Levén                              | 03:01   |
| 11. | „Generation G” (gościnnie: Jeff Scott Soto)       | Gus G., Jeff Scott Soto                         | 03:08   |
| 12. | „The Demon Inside” (gościnnie: Mats Levén)        | Gus G., Mats Levén                              | 05:21   |
|     |                                                   |                                                 | 44:28   |

## Twórcy
Opracowano na podstawie materiału źródłowego.
| Gus G. - Kostas "Gus G." Karamitroudis - gitara elektryczna, gitara basowa, instrumenty klawiszowe Dodatkowi muzycy - Jacob Bunton - gościnnie wokal prowadzący, wokal wspierający (2, 3, 4, 6, 8) - Elize Ryd - gościnnie wokal prowadzący, wokal wspierający (5) - Jeff Scott Soto - gościnnie wokal prowadzący, wokal wspierający (7, 11) - Mats Levén - gościnnie wokal prowadzący, wokal wspierający (9, 10, 12) - Marty O'Brien - gościnnie gitara basowa (2, 3, 6, 9, 10) - Jo Nunez - perkusja | Inni - Maor Appelbaum - mastering - Mat Dauzat - produkcja muzyczna (4, 5, 11) - Mike Fraser - miksowanie - Jay Ruston - inżynieria dźwięku, realizacja nagrań (2, 3, 4, 6, 9, 10) - Stratos Karagiannidis - inżynieria dźwięku (1, 5, 7, 8, 11, 12) - Ara Sarkisian - asystent inżyniera dźwięku (2, 3, 4, 6, 9, 10) - Jason Elgin - inżynieria dźwięku, realizacja nagrań (8) - Andy LaRocque - inżynieria dźwięku, realizacja nagrań (5) - Gustavo Sazes - okładka, oprawa graficzna - Annalisa Russo - zdjęcia |